# Ekleziologie
Ekleziologie nebo eklesiologie (přes lat. ecclesia z řec. ἐκκλησία povolání < ἔκκλητος povolaný < ἐκκαλεῖν povolávat + řec. λόγος slovo, nauka) je součást teologie, zabývající se naukou o církvi.

## Vymezení ekleziologie
Ekleziologie se zabývá těmito otázkami:
- Co je církev? Je to viditelné společenství? Patří k němu všichni křesťané nezávisle na své denominaci a rozdílech mezi nimi? Jaký je vztah mezi žijícími a zemřelými křesťany?
- Musí být člověk součástí církve? Jaká je úloha společné modlitby v duchovním životě křesťana?
- Jakou má církev autoritu? Jaký je vztah církve k Ježíši Kristu? Jakou má církev úlohu v dějinách spásy?
- Co má církev za úkol? Jaké je prvotní poslání církve? Jakou důležitost hrají svátosti, duchovní růst věřících, evangelizace, kázání, výuka?
- Jaký vztah má církev k izraelskému národu? Jaký je vztah mezi církví a smlouvami, které uzavřel Bůh s vyvoleným národem?

## Rozdíly v chápání církve
Základní rozdíl existuje mezi způsobem, jak církev chápe katolická církev a pravoslaví na straně jedné a protestantství na straně druhé.

### Katolický a pravoslavný pohled
Pro katolictví a pravoslaví má církev svátostnou podobu; v prvé řadě je v teologickém smyslu tajemstvím. Je znamením působení Ducha svatého ve světě. Proto má pro tyto církve veliký význam historická kontinuita a vzájemná jednota této církve; tato jednota pak stojí na společenství místních, resp. partikulárních církví v čele s biskupy, které tyto církve chápou coby nástupce apoštolů (apoštolská posloupnost, biskupská genealogie).
Mezi katolickou církví a církvemi pravoslavnými dosud stojí otázka primátu římského biskupa coby představitele církevní jednoty.
Pro katolickou ekleziologii měl v moderní době výrazný význam Druhý vatikánský koncil a jeho konstituce o církvi Lumen gentium a Gaudium et spes.

### Evangelický pohled
Podle evangelického vyznání je církev stvořením Slova Božího (lat. creatura verbi). Existuje a žije tam, kde je zvěstováno evangelium o Boží milosti a v čisté podobě přijímáno. Vnější jednota, organizace a liturgie jsou podružné.
Tento rozdíl v chápání církve odpovídá současným potížím a neporozuměním při hledání jednoty církve (ekumenismus).

## Souhrny jednotlivých představ o církvi

### Obrazy církve u starověkých Otců
Pro ekleziologii má velký význam způsob, jakým se o církvi vyjadřují církevní otcové. Nenalezneme u nich definice církve, avšak pouze symbolické obrazy, které mají hledajícího přivést k vnitřnímu poznání, jaký je Boží plán spásy. Sv. Irenej z Lyonu popisuje církev takto jako „Boží synagogu, kterou si shromáždil on sám, tj. Syn“ (Adversus haereses 3,6,1) a „sedmiramenný svícen, který září světlem Kristovým“ (AH 5,20,1). Ve 3. století používá kartaginský biskup sv. Cyprián o církvi obratu, který nachází poměrně obecného uznání mezi jednotlivými církvemi: „lid shromážděný v jednotě Otce i Syna i Ducha svatého“. Alexandrijský patriarcha sv. Atanáš (Athanasios) pak tvrdí, že církev je ikonou Krista (srov. Contra Ar. II,80; De inc. et contra arian. 21).

### Katechismus katolické církve
V Katechismu katolické církve (1993) můžeme nalézt tyto popisy církve - ona je:
- shromáždění těch, které svolává Boží slovo, Boží lid, živený Kristovým tělem, aby se tímto tělem Kristovým sám stal. Církev je zároveň viditelná i duchovní, hierarchická společnost i mystické Tělo Kristovo (obsahuje lidský i božský prvek). V tomto světě je církev svátostí spásy, znamením a nástrojem společenství Boha a lidí, chrámem Ducha svatého.

### Karl Rahner
Teolog Karl Rahner († 1986) chápe církev takto (Teologický slovník):
- V souladu se svou podstatou trvalou přítomností božsko-lidského, slyšeného a hlásaného, účinného Božího slova ve světě, do jisté míry svátostnou jednotou znamení a skutečnosti, jež se nedají ani identifikovat ani od sebe oddělit.
- Vnější společností, viditelnou církví s určitým uspořádáním (papež, biskup), která – alespoň pokud se týká určitých materiálií – pochází od Ježíše, s konkrétním společným kultem a vyznáním.
- V Božím příslibu neomylnosti svátostí, milostiplnou jednotou věřících navzájem a jejich službě světu.

### Církev jako společenství svatých
Katolická církev vnímá církev jako společenství všech křesťanů, ať živých, nebo mrtvých. V tomto smyslu se dnes můžeme setkat s touto klasifikací církve:
- církev bojující (žijící lidé na zemi, bojují o svou spásu),
- církev trpící (zemřelé duše v očistci),
- církev vítězná (duše povolané k věčnému životu v nebi, které jsou jako andělé a hledí na Boha tváří v tvář).